# 15 septembre 1930
Le lundi 15 septembre 1930 est le 258e jour de l'année 1930.

## Naissances
- Claude Nicolet (mort le 24 décembre 2010), historien français, spécialiste de la vie politique en Rome antique
- Dominique Guéret (mort le 9 septembre 2006), homme d'État centrafricain
- Donald O'Brien (mort le 29 novembre 2003), acteur français
- Endel Lippmaa (mort le 30 juillet 2015), physicien et homme politique estonien
- Halszka Osmólska (morte le 31 mars 2008), paléontologue polonaise (1930–2008)
- Mai Long, peintre vietnamien
- Merab Mamardashvili (mort le 25 novembre 1990), philosophe géorgien
- Miloud Chaâbi (mort le 16 avril 2016), homme d'affaires et politicien marocain
- Peter Rösch (mort le 12 janvier 2006), footballeur et entraîneur suisse
- Pierino Baffi (mort le 27 mars 1985), coureur cycliste italien
- Suzanne Sens, auteure de littérature pour la jeunesse française

## Décès
- Abel Filuzeau (né le 10 juillet 1860), architecte français
- Félix Gaudin (né le 10 février 1851), peintre verrier français
- Milton Sills (né le 12 janvier 1882), acteur américain
- Victor Thorn (né le 31 janvier 1844), homme d'État luxembourgeois

## Événements
- Fondation de la congrégation des Sœurs missionnaires guadalupéennes du Saint Esprit